# Tailly, Ardennes

Tailly este o comună în departamentul Ardennes din nordul Franței. În 1 ianuarie 2022 avea o populație de 179 de locuitori.